# Mecze reprezentacji Polski U-21 w piłce nożnej mężczyzn prowadzonej przez Macieja Stolarczyka
Zestawienie meczów reprezentacji Polski U-21 pod wodzą selekcjonera Macieja Stolarczyka.

## Opis
Kadencja Macieja Stolarczyka trwała w okresie od 15 października 2020 roku do 14 czerwca 2022 roku. Stolarczyk w roli selekcjonera reprezentacji Polski U-21 zadebiutował 17 listopada 2020 roku w wygranym 3:1 meczu eliminacyjnym mistrzostw Europy U-21 2021 z reprezentacją Łotwy U-21 na Stadionie Widzewa Łódź w Łodzi, natomiast ostatnim meczem Stolarczyka w roli selekcjonera reprezentacji Polski U-21 był mecz eliminacyjny mistrzostw Europy U-21 2023 na tym samym stadionie z reprezentacją Niemiec U-21, który zakończył się porażką drużyny Biało-Czerwonych 1:2.

## Oficjalne międzynarodowe mecze
| Lp. | Data       | Miejsce                                  | Przeciwnik      | Wynik | Turniej            | Przypisy    |
| --- | ---------- | ---------------------------------------- | --------------- | ----- | ------------------ | ----------- |
| 1.  | 17.11.2020 | Stadion Widzewa Łódź, Łódź               | Łotwa U-21      | 3:1   | El. Euro U-21 2021 | [ 1 ]       |
| 2.  | 29.03.2021 | * Pinatar Arena, San Pedro del Pinatar   | Austria U-21    | 0:2   | Mecz towarzyski    | [ 2 ] [ 3 ] |
| 3.  | 03.09.2021 | Semigalskie Centrum Olimpijskie, Jełgawa | Łotwa U-21      | 2:0   | El. Euro U-21 2023 | [ 4 ]       |
| 4.  | 07.09.2021 | Arena Lublin, Lublin                     | Izrael U-21     | 1:2   | El. Euro U-21 2023 | [ 5 ]       |
| 5.  | 08.10.2021 | Szent Gellért Fórum, Segedyn             | Węgry U-21      | 2:2   | El. Euro U-21 2023 | [ 6 ]       |
| 6.  | 12.10.2021 | Suzuki Arena, Kielce                     | San Marino U-21 | 3:0   | El. Euro U-21 2023 | [ 7 ]       |
| 7.  | 12.11.2021 | Mechatronik Arena, Aspach                | Niemcy U-21     | 4:0   | El. Euro U-21 2023 | [ 8 ]       |
| 8.  | 16.11.2021 | Stadion Cracovii Kraków, Kraków          | Łotwa U-21      | 5:0   | El. Euro U-21 2023 | [ 9 ]       |
| 9.  | 24.03.2022 | Stadion ha-Moszawa, Petach Tikwa         | Izrael U-21     | 2:2   | El. Euro U-21 2023 | [ 10 ]      |
| 10. | 29.03.2022 | Stadion im. Ernesta Pohla, Zabrze        | Węgry U-21      | 1:1   | El. Euro U-21 2023 | [ 11 ]      |
| 11. | 02.06.2022 | San Marino Stadium, Serravalle           | San Marino U-21 | 5:0   | El. Euro U-21 2023 | [ 12 ]      |
| 12. | 07.06.2022 | Stadion Miejski, Łódź                    | Niemcy U-21     | 1:2   | El. Euro U-21 2023 | [ 13 ]      |

## Nieoficjalne międzynarodowe mecze
| Lp. | Data       | Miejsce                                | Przeciwnik           | Wynik | Przypisy             |
| --- | ---------- | -------------------------------------- | -------------------- | ----- | -------------------- |
| N1. | 26.03.2021 | * Pinatar Arena, San Pedro del Pinatar | Saudi Future Falcons | 7:0   | [ 14 ] [ 15 ] [ 16 ] |

## Bilans

### Ogółem
| Ogółem | M  | Z | R | P | GZ | GS | BG  |
| ------ | -- | - | - | - | -- | -- | --- |
| Ogółem | 12 | 6 | 3 | 3 | 29 | 12 | +17 |

### Miejsce
| Miejsce         | M | Z | R | P | GZ | GS | BG  |
| --------------- | - | - | - | - | -- | -- | --- |
| Dom             | 6 | 3 | 1 | 2 | 14 | 6  | +8  |
| Wyjazd          | 5 | 3 | 2 | 0 | 15 | 4  | +11 |
| Neutralny teren | 1 | 0 | 0 | 1 | 0  | 2  | –2  |

### Turnieje
| Turniej                    | M  | Z | R | P | GZ | GS | BG  |
| -------------------------- | -- | - | - | - | -- | -- | --- |
| El. mistrzostw Europy U-21 | 11 | 6 | 3 | 2 | 29 | 10 | +19 |
| Mecze towarzyskie          | 1  | 0 | 0 | 1 | 0  | 2  | –2  |

### Lata
| Rok  | M | Z | R | P | GZ | GS | BG  |
| ---- | - | - | - | - | -- | -- | --- |
| 2021 | 8 | 5 | 1 | 2 | 20 | 7  | +13 |
| 2022 | 4 | 1 | 2 | 1 | 9  | 5  | +4  |

## Rekordy
- Najwyższe zwycięstwo:  Łotwa U-21 5:0 (16.11.2021, Kraków);  San Marino U-21 5:0 (02.06.2022, Serravalle)
- Najwyższa porażka:  Austria U-21 0:2 (29.03.2021, San Pedro del Pinatar)
- Najdłuższa seria zwycięstw: 3 ( San Marino U-21,  Niemcy U-21),  Łotwa U-21)
- Najdłuższa seria bez porażki: 7 ( Szwecja U-21,  San Marino U-21,  Niemcy U-21),  Łotwa U-21,  Izrael U-21,  Węgry U-21,  San Marino U-21)
- Najdłuższa seria spotkań bez straty gola: 3 ( San Marino U-21,  Niemcy U-21),  Łotwa U-21)
- Najszybciej zdobyty gol: Bartosz Białek ( San Marino U-21, 02.06.2022, Serravalle) – 4 min.
- Najszybciej stracony gol:  Junior Adamu (29.03.2021, San Pedro del Pinatar) – 19 min.

## Strzelcy
| Lp. | Zawodnik            | Gole |
| --- | ------------------- | ---- |
| 1.  | Adrian Benedyczak   | 5    |
| 2.  | Michał Skóraś       | 4    |
| 2.  | Bartosz Białek      | 4    |
| 4.  | Jakub Kamiński      | 2    |
| 4.  | Łukasz Bejger       | 2    |
| 4.  | Kacper Kozłowski    | 2    |
| 4.  | Kacper Śpiewak      | 2    |
| 8.  | Jakub Kiwior        | 1    |
| 8.  | Łukasz Poręba       | 1    |
| 8.  | Mateusz Bogusz      | 1    |
| 8.  | Kacper Smoliński    | 1    |
| 8.  | Marcel Wedrychowski | 1    |
| 8.  | Jakub Kałuziński    | 1    |
| 8.  | Kacper Łopata       | 1    |
| 8.  | Patryk Klimala      | 1    |

## Mecze zawodników w reprezentacji za kadencji Stolarczyka
| Lp.        | Zawodnik               | Data urodzenia | Mecze     | Gole      | Kartki żółte/czerwone |
| Bramkarze  | Bramkarze              | Bramkarze      | Bramkarze | Bramkarze | Bramkarze             |
| ---------- | ---------------------- | -------------- | --------- | --------- | --------------------- |
| 1.         | Marcel Lotka           | 25.05.2001     | 2         | 0         | 0                     |
| 2.         | Filip Majchrowicz      | 09.02.2000     | 1         | 0         | 0                     |
| 3.         | Radosław Majecki       | 16.11.1999     | 1         | 0         | 0                     |
| 4.         | Cezary Miszta          | 30.10.2001     | 7         | 0         | 1/0                   |
| 5.         | Jakub Stolarczyk       | 19.12.2000     | 1         | 0         | 0                     |
| 6.         | Kacper Trelowski*      | 19.08.2003     | 0         | 0         | 0                     |
| 7.         | Kacper Tobiasz*        | 04.11.2002     | 0         | 0         | 0                     |
| Obrońcy    |                        |                |           |           |                       |
| 1.         | Marcin Grabowski       | 21.05.2000     | 1         | 0         | 0                     |
| 2.         | Konrad Gruszkowski     | 27.01.2001     | 7         | 0         | 1/0                   |
| 3.         | Robert Gumny           | 04.06.1998     | 1         | 0         | 0                     |
| 4.         | Jakub Kiwior           | 15.02.2000     | 10        | 1         | 1/0                   |
| 5.         | Kamil Kruk             | 13.03.2000     | 2         | 0         | 1/0                   |
| 6.         | Kacper Łopata          | 27.08.2001     | 1         | 1         | 0                     |
| 7.         | Ariel Mosor            | 19.02.2003     | 3         | 0         | 0                     |
| 8.         | Maik Nawrocki          | 07.02.2001     | 3         | 0         | 0                     |
| 9.         | Patryk Peda*           | 16.04.2002     | 0         | 0         | 0                     |
| 10.        | Kamil Piątkowski       | 21.06.2000     | 3         | 0         | 2/0                   |
| 11.        | Tymoteusz Puchacz      | 23.01.1999     | 1         | 0         | 0                     |
| 12.        | Kryspin Szcześniak*    | 08.01.2001     | 0         | 0         | 0                     |
| 13.        | Sebastian Walukiewicz  | 05.04.2000     | 4         | 1         | 0                     |
| 14.        | Przemysław Wiśniewski* | 27.07.1998     | 0         | 0         | 0                     |
| 15.        | Mateusz Żukowski       | 23.11.2001     | 4         | 0         | 0                     |
| Pomocnicy  |                        |                |           |           |                       |
| 1.         | Łukasz Bejger          | 11.01.2002     | 6         | 2         | 1/0                   |
| 2.         | Jan Biegański          | 04.12.2002     | 1         | 0         | 0                     |
| 3.         | Mateusz Bogusz         | 22.08.2001     | 8         | 1         | 2/0                   |
| 4.         | Szymon Czyż            | 08.07.2001     | 2         | 0         | 0                     |
| 5.         | Wiktor Długosz         | 01.07.2000     | 3         | 0         | 0                     |
| 6.         | Patryk Dziczek         | 25.03.1998     | 1         | 0         | 1/0                   |
| 7.         | Jakub Kałuziński       | 31.10.2002     | 2         | 1         | 1/0                   |
| 8.         | Sebastian Kowalczyk    | 22.08.1998     | 1         | 0         | 0                     |
| 9.         | Kacper Kozłowski       | 16.10.2003     | 6         | 2         | 3/0                   |
| 10.        | Krzysztof Kubica       | 25.05.2000     | 2         | 1         | 0                     |
| 11.        | Ben Lederman           | 08.05.2000     | 3         | 0         | 0                     |
| 12.        | Łukasz Łakomy          | 18.01.2001     | 2         | 0         | 0                     |
| 13.        | Filip Marchwiński      | 10.01.2002     | 7         | 1         | 1/0                   |
| 14.        | Jakub Myszor           | 07.06.2002     | 1         | 0         | 0                     |
| 15.        | Patryk Plewka*         | 02.01.2000     | 0         | 0         | 0                     |
| 16.        | Łukasz Poręba          | 13.03.2000     | 10        | 1         | 2/0                   |
| 17.        | Mateusz Praszelik      | 26.09.2000     | 3         | 0         | 0                     |
| 18.        | Maksymilian Sitek      | 04.12.2000     | 1         | 0         | 0                     |
| 19.        | Kacper Smoliński       | 07.02.2001     | 3         | 1         | 2/0                   |
| 20.        | Daniel Szelągowski     | 02.09.2002     | 5         | 0         | 1/0                   |
| 21.        | Bartłomiej Wdowik      | 25.09.2000     | 1         | 0         | 0                     |
| 22.        | Nicola Zalewski        | 23.01.2002     | 4         | 0         | 0                     |
| 23.        | Maciej Żurawski        | 22.12.2000     | 4         | 1         | 0                     |
| Napastnicy |                        |                |           |           |                       |
| 1.         | Adrian Benedyczak      | 24.11.2000     | 10        | 8         | 0                     |
| 2.         | Bartosz Białek         | 11.11.2001     | 6         | 4         | 1/0                   |
| 3.         | Mariusz Fornalczyk     | 15.01.2003     | 4         | 0         | 1/0                   |
| 4.         | Jakub Kamiński         | 05.06.2002     | 7         | 2         | 0                     |
| 5.         | Patryk Klimala         | 05.08.1998     | 1         | 1         | 0                     |
| 6.         | Dawid Kocyła           | 23.07.2002     | 1         | 0         | 0                     |
| 7.         | Michał Karbownik       | 13.03.2001     | 7         | 0         | 0                     |
| 8.         | Dawid Kurminowski      | 24.02.1999     | 1         | 0         | 0                     |
| 9.         | Mateusz Młyński        | 02.01.2001     | 3         | 0         | 0                     |
| 10.        | Tomasz Pieńko          | 05.01.2004     | 1         | 0         | 0                     |
| 11.        | Kacper Sezonienko*     | 23.03.2003     | 0         | 0         | 0                     |
| 12.        | Michał Skóraś          | 15.02.2000     | 10        | 4         | 2/1                   |
| 13.        | Piotr Starzyński       | 22.01.2004     | 1         | 0         | 0                     |
| 14.        | Filip Szymczak         | 06.05.2002     | 4         | 0         | 0                     |
| 15.        | Patryk Szysz           | 01.04.1998     | 1         | 0         | 0                     |
| 16.        | Kacper Śpiewak         | 30.05.2000     | 2         | 2         | 0                     |
| 17.        | Marcel Wędrychowski    | 13.01.2002     | 2         | 1         | 0                     |

- – piłkarze powołani przynajmniej na jedno zgrupowanie

## Szczegóły
| 17 listopada 2020 17:30 CET | Polska U-21 · Białek 48' · Kiwior 61' · Klimala 71' | 3:1(0:0)Raport | Łotwa U-21 · 89' Regža | Stadion Widzewa Łódź, Łódź Widzów: 0 Sędzia: Dragan Petrovic |
|                             |                                                     |                |                        |                                                              |

 Polska U-21: Radosław Majecki - Robert Gumny, Kamil Piątkowski, Jakub Kiwior, Tymoteusz Puchacz - Michał Skóraś (80. Patryk Szysz), Mateusz Bogusz, Patryk Dziczek, Sebastian Kowalczyk (62. Dawid Kurminowski), Filip Marchwiński (86. Szymon Czyż) - Bartosz Białek (62. Patryk Klimala).
 Łotwa U-21: Vjačeslavs Kudrjavcevs - Roberts Veips (71. Emīls Birka), Daniels Balodis, Dmitrijs Litvinskis, Ivo Minkevičs - Maksims Toņiševs (65. Kristers Lūsiņš), Kristaps Liepa (75. Rihards Ozoliņš), Dāvis Sprūds, Dmitrijs Zelenkovs (65. Daniils Skopenko), Jānis Grīnbergs (72. Eduards Dašķevičs) - Marko Regža.
| 29 marca 2021 15:00 CET | Polska U-21 | 3:1(0:0)Raport | Austria U-21 · 19' (22) Adamu | Pinatar Arena, San Pedro del Pinatar Widzów: 0 Sędzia: José Joaguín Gallego Gambín |
|                         |             |                |                               |                                                                                    |

 Polska U-21: Jakub Stolarczyk - Jakub Kamiński (73. Daniel Szelągowski), Kamil Kruk (82. Maik Nawrocki), Sebastian Walukiewicz, Jakub Kiwior, Michał Karbownik (73. Marcin Grabowski) - Maciej Żurawski (65. Kacper Smoliński), Jan Biegański (46. Mateusz Praszelik), Mateusz Bogusz (65. Filip Marchwiński) - Bartosz Białek (65. Dawid Kocyła), Adrian Benedyczak (73. Filip Szymczak).
 Austria U-21: Niklas Hedl (46. Belmin Jenciragic) - Christoph Klarer (70. Leo Greiml), Flavius Daniliuc, Niklas Geyrhofer (46. David Nemeth) - Patrick Wimmer (46. Lukas Sulzbacher), Emanuel Aiwu (90. Kai Stratznig), Vesel Demaku (70. Niolas Seiwald), Romano Schmid (86. Matthäus Taferner), Therno Ballo (46. Tobias Anselm), Jonas Auer (86. Alexander Prass) - Junior Adamu (70. Dardan Shabanhaxhaj).
| 3 września 2021 16:00 CET | Łotwa U-21 | 0:2(0:0)Raport | Polska U-21 · 55' Skóraś · 86' Poręba | Semigalskie Centrum Olimpijskie, Jełgawa Widzów: 99 Sędzia: Ian McNabb |
|                           |            |                |                                       |                                                                        |

 Łotwa U-21: Frenks Dāvids Orols - Maksims Toņiševs, Roberts Veips (44. Bogdans Samoilovs), Normunds Uldriķis, Artūrs Ļotčikovs, Emīls Birka - Niks Dusalijevs (46. Kaspars Kokins; 81. Rolands Bočs), Rihards Ozoliņš, Iļja Korotkovs, Daniels Ontužāns - Kristers Lūsiņš.
 Polska U-21: Marcel Lotka - Łukasz Bejger, Sebastian Walukiewicz, Jakub Kiwior - Mateusz Żukowski (75. Wiktor Długosz), Łukasz Poręba, Kacper Smoliński, Mateusz Praszelik (83. Mateusz Młyński), Mateusz Bogusz (90. Filip Marchwiński), Michał Skóraś (90. Daniel Szelągowski) - Adrian Benedyczak (83. Filip Szymczak).
| 7 września 2021 20:00 CET | Polska U-21 · Smoliński 7' | 1:2(1:1)Raport | Izrael U-21 · 32' (sam.) Walukiewicz · 49' Karcew | Arena Lublin, Lublin Widzów: 4 386 Sędzia: Morten Krogh |
|                           |                            |                |                                                   |                                                         |

 Polska U-21: Marcel Lotka - Łukasz Bejger, Sebastian Walukiewicz, Jakub Kiwior - Wiktor Długosz (59. Mateusz Żukowski), Łukasz Poręba, Kacper Smoliński (81. Filip Marchwiński), Mateusz Praszelik (46. Mateusz Młyński), Mateusz Bogusz (85. Daniel Szelągowski), Michał Skóraś - Adrian Benedyczak.
 Izrael U-21: Daniel Peretz - Karm Jaber, Or Blorian, Gil Cohen, Doron Leidner - Osher Davida (77. Yuval Sade), Arad Bar (46. Ido Shahar), Omri Gandelman, Eden Karzev, Suf Podgoreanu (83. Maor Levi) - Stav Nachmani (68. Itay Buganim).
| 8 października 2021 20:00 CET | Węgry U-21 · Németh 48', 90+5' | 2:2(0:0)Raport | Polska U-21 · 61' (k.) Benedyczak · 81' Wędrychowski | Szent Gellért Fórum, Segedyn Widzów: 850 Sędzia: Glenn Nyberg |
|                               |                                |                |                                                      |                                                               |

 Węgry U-21: Krisztián Hegyi - Csaba Bukta (86. Tamás Kiss), Benedek Varju, Attila Mocsi, Dániel Csóka, Milos Kerkez (82. György Komáromi) - Péter Baráth, András Csonka (67. Sámuel Major), Norbert Szendrei - Alen Skribek (82. Donát Bárány), András Németh.
 Polska U-21: Filip Majchrowicz - Michał Skóraś, Łukasz Bejger, Maik Nawrocki, Jakub Kiwior (76. Konrad Gruszkowski), Michał Karbownik - Mateusz Bogusz (71. Marcel Wędrychowski), Łukasz Poręba, Filip Marchwiński (90. Daniel Szelągowski), Jakub Kamiński - Adrian Benedyczak (71. Filip Szymczak).
| 12 października 2021 16:30 CET | Polska U-21 · Bogusz 29' · Kamiński 61' · Bejger 66' | 3:0(1:0)Raport | San Marino U-21 | Suzuki Arena, Kielce Widzów: 4 126 Sędzia: Nikoła Popow |
|                                |                                                      |                |                 |                                                         |

 Polska U-21: Cezary Miszta - Konrad Gruszkowski, Łukasz Bejger, Maik Nawrocki, Michał Karbownik - Marcel Wędrychowski (60. Daniel Szelągowski), Szymon Czyż (54. Łukasz Poręba), Maciej Żurawski (74. Krzysztof Kubica), Mateusz Bogusz, Jakub Kamiński (74. Mateusz Młyński) - Filip Szymczak (60. Adrian Benedyczak).
 San Marino U-21: Mirco De Angelis - Diego Moretti, Filippo Santi, Alberto Tomassini, Simone Franciosi - Thomas Rosti (46. Andrea Contadini), Giacomo Matteoni, Federico Dolcini, Elia Ciacci (85. Lorenzo Pasquinelli), Samuel Pancotti (55. Luca Cecchetti) - Simone Santi (27. Alex Toccaceli; 85. Simone Nanni).
| 12 listopada 2021 18:15 CET | Niemcy U-21 | 0:4(0:3)Raport | Polska U-21 · 5', 12' Benedyczak · 15' Skóraś · 90' Kozłowski | Mechatronik Arena, Aspach Widzów: 3 994 Sędzia: Luis Godinho |
|                             |             |                |                                                               |                                                              |

 Niemcy U-21: Luca Philipp - Manuel Mbom, Lars Lukas Mai, Malick Thiaw, Luca Netz (64. Jamie Leweling) - Kevin Schade, Yannik Keitel, Angelo Stiller (90. Eric Martel), Jonathan Burkardt, Jan Thielmann (46. Armel Bella-Kotchap) - Erik Shuranov (25. Roberto Massimo).
 Polska U-21: Cezary Miszta - Konrad Gruszkowski, Łukasz Bejger, Kamil Kruk, Jakub Kiwior, Michał Skóraś (84. Mateusz Żukowski) - Nicola Zalewski (62. Kacper Kozłowski), Łukasz Poręba, Mateusz Bogusz, Jakub Kamiński - Adrian Benedyczak (69. Kacper Śpiewak).
| 16 listopada 2021 17:30 CET | Polska U-21 · Benedyczak 32' (k.) · Bejger 45' · Śpiewak 45+1', 63' · Kozłowski 51' | 5:0(3:0)Raport | Łotwa U-21 | Stadion Cracovii Kraków, Kraków Widzów: 2 684 Sędzia: Robertas Valikonis |
|                             |                                                                                     |                |            |                                                                          |

 Polska U-21: Cezary Miszta - Konrad Gruszkowski (58. Mateusz Żukowski), Łukasz Bejger, Jakub Kiwior, Michał Skóraś (72. Maksymilian Sitek) - Nicola Zalewski, Kacper Kozłowski, Łukasz Poręba, Mateusz Bogusz (58. Piotr Starzyński), Jakub Kamiński (72. Filip Marchwiński) - Adrian Benedyczak (43. Kacper Śpiewak).
 Łotwa U-21: Rūdolfs Soloha - Maksims Toņiševs, Roberts Veips, Normunds Uldriķis, Artūrs Ļotčikovs (56. Edgars Ivanovs), Emīls Birka - Eduards Daškevičs (74. Niks Dusalijevs), Rihards Ozoliņš (74. Deniss Meļņiks), Iļja Korotkovs, Rūdolfs Zeņģis (56. Dmitrijs Zelenkovs) - Kristers Lūsiņš (56. Kaspars Kokins).
| 24 marca 2022 17:30 CET | Izrael U-21 · Abada 50' · Gandelman 73' | 2:2(0:1)Raport | Polska U-21 · 10' Benedyczak · 78' Kamiński | Stadion ha-Moszawa, Petach Tikwa Widzów: 3 870 Sędzia: Bram Van Driessche |
|                         |                                         |                |                                             |                                                                           |

 Izrael U-21: Daniel Peretz - Karm Jaber, Or Blorian (63. Ziv Morgan), Gil Cohen (46. Osher Davida), Doron Leidner - Ido Shahar, Eden Karzev, Omri Gandelman, Mohammad Kanaan (87. Ilay Elmkies) - Liel Abada, Suf Podgoreanu.
 Polska U-21: Cezary Miszta - Konrad Gruszkowski (80. Bartosz Białek), Kamil Piątkowski, Ariel Mosór, Jakub Kiwior - Nicola Zalewski (69. Mariusz Fornalczyk), Łukasz Poręba (89. Ben Lederman), Kacper Kozłowski (80. Maciej Żurawski), Jakub Kamiński, Michał Karbownik (70. Michał Skóraś) - Adrian Benedyczak.
| 29 marca 2022 16:00 CET | Polska U-21 · Skóraś 90+5' | 1:1(0:1)Raport | Węgry U-21 · 35' Németh | Stadion im. Ernesta Pohla, Zabrze Widzów: 4 668 Sędzia: Kristoffer Hagenes |
|                         |                            |                |                         |                                                                            |

 Polska U-21: Cezary Miszta - Michał Skóraś, Kamil Piątkowski, Jakub Kiwior, Michał Karbownik - Nicola Zalewski (46. Mariusz Fornalczyk), Maciej Żurawski (46. Filip Marchwiński), Łukasz Poręba, Kacper Kozłowski (80. Krzysztof Kubica), Jakub Kamiński - Adrian Benedyczak (66. Bartosz Białek).
 Węgry U-21: Krisztián Hegyi - Áron Csongvai (76. Olivér Tamás), Botond Balogh, Attila Mocsi, Patrick Iyinbor, Milos Kerkez (86. Sándor Hidi) - Péter Baráth, Mihály Kata, Norbert Szendrei (81. Márton Radics) - Tamás Kiss (76. Alen Skribek), András Németh.
| 2 czerwca 2022 20:30 CET | San Marino U-21 | 0:5(0:3)Raport | Polska U-21 · 4', 89' (k.) Białek · 17' Łopata · 33' Skóraś · 82' Kałuziński | San Marino Stadium, Serravalle Widzów: 363 Sędzia: Luka Bilbija |
|                          |                 |                |                                                                              |                                                                 |

 San Marino U-21: Pietro Amici - Simone Franciosi, Filippo Pasolini (46. Luca Cecchetti), Giacomo Matteoni (57. Filippo Santi), Alessandro Tosi, Andrea Contadini - Elia Ciacci (46. Samuele Zannoni), Lorenzo Capicchioni, Alex Toccaceli (65. Giacomo Valentini), Lorenzo Lazzari (81. Daniele Babboni) - Samuel Pancotti.
 Polska U-21: Cezary Miszta - Konrad Gruszkowski (61. Wiktor Długosz), Kacper Łopata, Ariel Mosór, Michał Karbownik (69. Bartłomiej Wdowik) - Michał Skóraś (61. Mariusz Fornalczyk), Łukasz Poręba (69. Jakub Kałuziński), Ben Lederman, Łukasz Łakomy, Kacper Kozłowski (61. Jakub Myszor) - Bartosz Białek.
| 7 czerwca 2022 18:00 CET | Polska U-21 · Białek 35' | 1:2(1:1)Raport | Niemcy U-21 · 25', 85' Moukoko | Stadion Miejski w Łodzi, Łódź Widzów: 11 732 Sędzia: Manfredas Lukjancukas |
|                          |                          |                |                                |                                                                            |

 Polska U-21: Cezary Miszta - Sebastian Walukiewicz (68. Konrad Gruszkowski), Ariel Mosór, Jakub Kiwior, Michał Karbownik (85. Tomasz Pieńko) - Łukasz Łakomy (58. Mariusz Fornalczyk), Ben Lederman (58. Jakub Kałuziński), Łukasz Poręba, Kacper Kozłowski, Michał Skóraś - Bartosz Białek (68. Adrian Benedyczak).
 Niemcy U-21: Nico Mantl - Josha Vagnoman, Armel Bella-Kotchap, Malick Thiaw (46. Yann Aurel Bisseck), Noah Katterbach - Lazar Samardžić (61. Tim Lemperle), Eric Martel, Patrick Osterhage (68. Florian Flick) - Jonathan Burkardt, Youssoufa Moukoko, Faride Alidou (82. Kilian Fischer).